# Babina Guzica
Babina Guzica är en liten ö i Kornatiarkipelagen i Kroatien. Den ligger i länet Šibenik-Knins län, i den södra delen av landet, 240 km söder om huvudstaden Zagreb.